# Факула Санторини
Факула Санторини (лат. Santorini Facula) — сравнительно небольшое яркое пятно на поверхности Титана, самого большого спутника Сатурна. Размер — около 140 км. Была обнаружена на снимках с космического аппарата «Кассини».

## География и геология
Факула Санторини находится на востоке тёмной местности Шангри-Ла, около края светлой местности Ксанаду. Координаты центра факулы — 2°24′ с. ш. 145°36′ з. д. / 2,4° с. ш. 145,6° з. д.. Рядом расположено множество других факул: на северо-западе — крупнейшая факула Титана, факула Крит, на севере-востоке — факула Тортола и факула Вис, на юго-западе — факула Кергелен, на западе — факулы Никобар и другие.
Факула Санторини — это возвышенность, окружающая ударный кратер и вытянутая от него к юго-востоку. На инфракрасных и радарных снимках этот кратер выглядит как тёмное пятно. Его диаметр составляет 40 ± 5 км, а глубина — 340 ± 70 м. На радарном снимке внутри и вокруг него видны дюны, вытянутые, как и факула, на юго-восток.

## Эпоним
Названа именем одного из греческих островов. Название утверждено Международным астрономическим союзом в 2006 год.